# Вилађо Пјађо (Потенца)
Вилађо Пјађо (итал. Villaggio Piaggio) је насеље у Италији у округу Потенца, региону Базиликата.
Према процени из 2011. у насељу је живело 14 становника. Насеље се налази на надморској висини од 178 м.